# Mario García Rodríguez
Mario José García Rodríguez (Madrid, 15 de julio de 1983) es un jugador español de waterpolo.

## Clubes
- Club Natación Ondarreta Alcorcón ( España)
- Real Canoe Natación Club ( España)

## Palmarés
Como jugador de la selección española
- Plata en el Campeonato del Mundo de Roma de 2009
- Plata en los juegos del Mediterráneo Pescara 2009
- 5º en los juegos olímpicos de Pekín 2008
- 7º en el Campeonato de Europa de Málaga 2008
- Bronce en el Campeonato del Mundo de Melbourne de 2007
- Bronce en el Campeonato de Europa de Belgrado (Serbia) 2006
- Plata en la World League de Atenas (Grecia) 2006
- Bronce en la FINA World Cup de Budapest (Hungría) 2006
- 7º en el Campeonato de Europa Júnior. Bari 2002
- 5º en el Campeonato del Mundo Júnior. Estambul 2001
- 4º en el Campeonato de Europa Juvenil. Lünen 2000